# Xã Meredith, Quận Cloud, Kansas
Xã Meredith (tiếng Anh: Meredith Township) là một xã thuộc quận Cloud, tiểu bang Kansas, Hoa Kỳ. Năm 2010, dân số của xã này là 75 người.